# Albertine Agnes von Oranien-Nassau

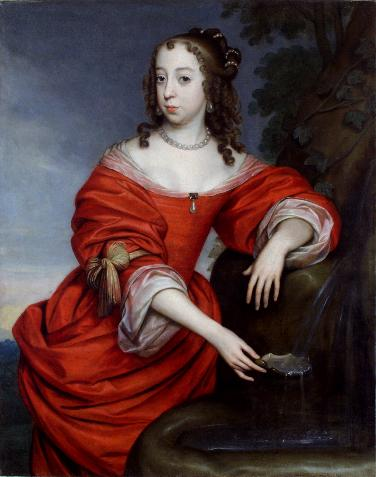
Albertine Agnes von Oranien-Nassau, um 1650

Prinzessin Emilie Albertine Agnes von Oranien-Nassau (* 9. April 1634 in Den Haag; † 24. Mai 1696 in Oranjewoud) war eine niederländische Prinzessin aus dem Haus Oranien und durch Heirat Fürstin von Nassau-Dietz.

## Leben

### Familie
Albertine Agnes war die fünfte Tochter von neun Kindern des Statthalters Friedrich Heinrich von Oranien (1584–1647) und seiner Ehefrau Gräfin Amalie zu Solms-Braunfels (1602–1675), vierte Tochter des Grafen Johann Albrecht I. zu Solms-Braunfels und seiner ersten Ehefrau Gräfin Agnes von Sayn-Wittgenstein. Ihre Großeltern väterlicherseits waren der Statthalter Wilhelm I. von Oranien und die französische Hugenottin Louise de Coligny.

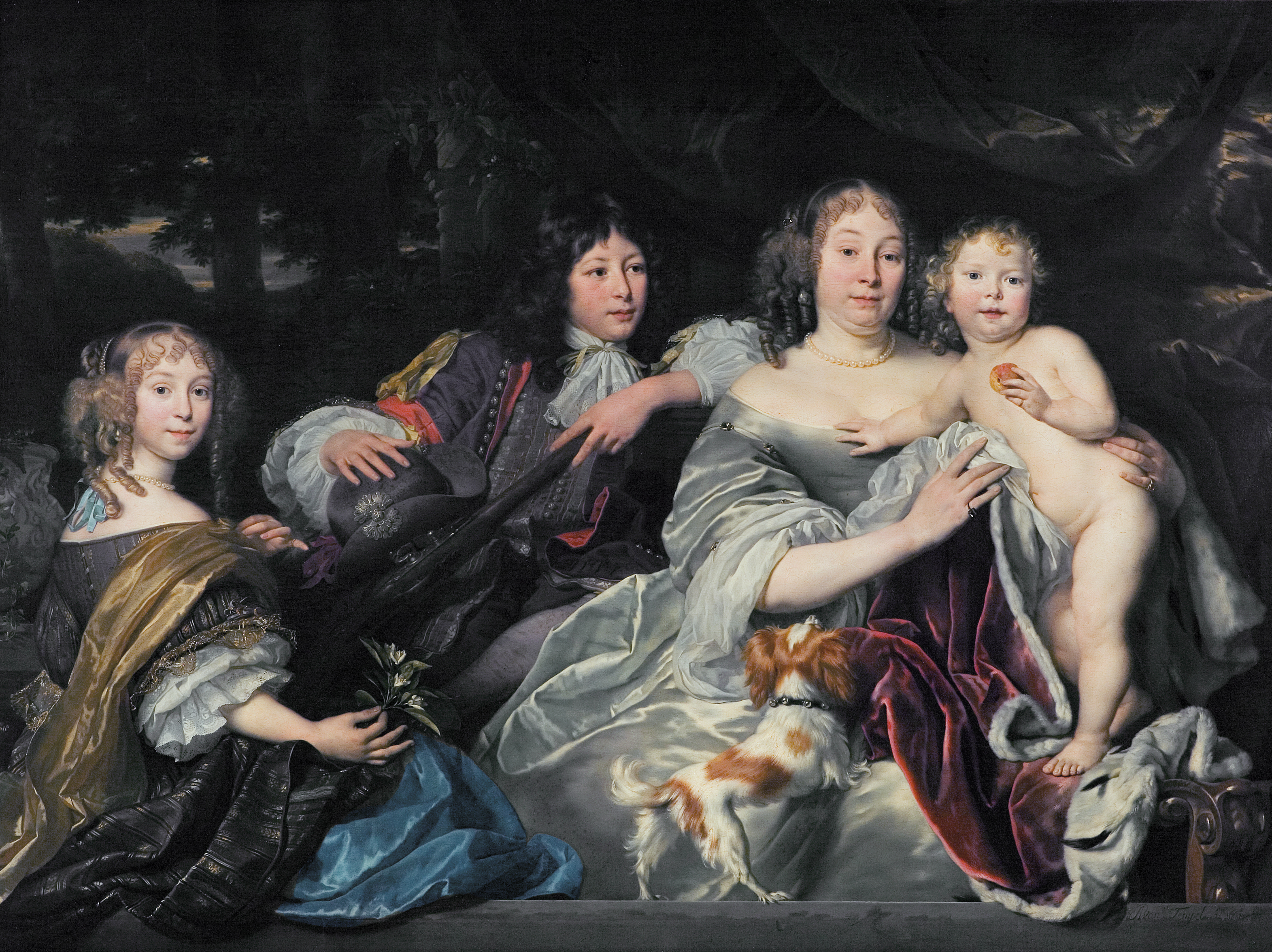
Abraham van den Tempel: Fürstin Albertine Agnes mit ihren Kindern, 1665/1666

Am 2. Mai 1652 heiratete Prinzessin Albertine Agnes in Kleve den Fürsten Wilhelm Friedrich von Nassau-Dietz (1613–1664), Statthalter von Friesland, Groningen und Drenthe, zweiter Sohn des Grafen Ernst Casimir und der Herzogin Sophie Hedwig von Braunschweig-Wolfenbüttel. Aus der gemeinsamen Verbindung gingen drei Kinder hervor:
- Amalie (1655–1695) ⚭ 1690 Herzog Johann Wilhelm von Sachsen-Eisenach (1666–1729)
- Heinrich Casimir (1657–1696) ⚭ 1683 Prinzessin Henriette Amalie von Anhalt-Dessau (1666–1726)
- Sophia Wilhelmina Hedwig (1664–1667)

### Regentin
Im Jahr 1664 starb ihr Mann an seinen Verletzungen, die er sich beim Reinigen seiner Pistole zuzog, und Fürstin Albertine Agnes übernahm die Regentschaft über ihren noch unmündigen Sohn (1664 bis 1679) in Friesland, Groningen und Drenthe. Trotz der wachsenden Opposition gegen ihre Statthalterschaft war sie in der Lage, zumindest die Stabilität im Land zu erhalten. Nach dem 1665 begonnenen Krieg Englands und des Bischofs von Münster gegen die Niederlande eilte Albertine Agnes zur moralischen Unterstützung in die belagerte und schwer umkämpfte Stadt Groningen.
Als sechs Jahre später der Bischof von Münster erneut, diesmal mit seinem Alliierten König Ludwig XIV. von Frankreich, die Niederlande bekriegte, war Albertine Agnes bei der Organisation der Verteidigung beteiligt und trug sich mit dem Gedanken, durch das Öffnen der Deiche das Land zu fluten.

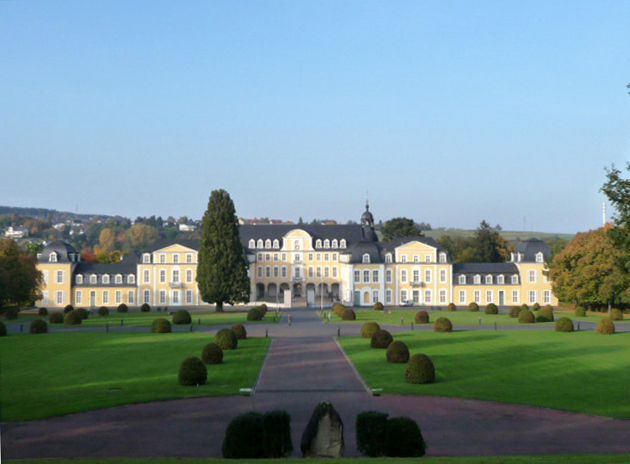
Schloss Oranienstein bei Diez

Fürstin Albertine ließ sich von 1672 bis 1681 in Diez an der Lahn das Schloss Oranienstein als Witwensitz errichten, nachdem sie sich schon kurz nach 1664 das Lustschloss Oranienwald (Oranjewoud) in Heerenveen hatte erbauen lassen (das im 19. Jahrhundert durch einen Neubau ersetzt wurde).
Die Linie Nassau-Dietz gewann über sie einen Anspruch auf das Erbe der älteren Linie des Hauses Nassau-Oranien: Zunächst ihr Sohn, Heinrich Casimir II., der knapp vor ihr starb, danach dessen Sohn Johann Wilhelm Friso. Dieser wurde von Wilhelm III., dem Letzten der älteren Linie, als Erbe bestätigt und nach dessen Tod Gründer des jüngeren Hauses Oranien.